# Visão mesópica

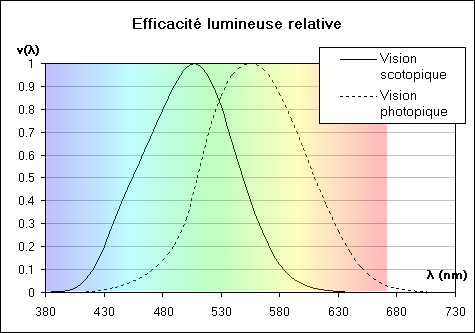
Comparação da eficácia relativa da visão fotópica e da visão escotópica em função do comprimento de onda da luz. A visão mesópica resulta da combinação das duas curvas.

Visão mesópica é designação dada à combinação da visão fotópica e da visão escotópica que ocorre em situações de luminosidade baixa, mas não tão baixa que elimine de todo a componente fotópica da visão.
Na visão humana, a combinação da maior sensibilidade total dos bastonetes na gama do azul-esverdeado com a percepção de cor dada pelos cones resulta na percepção de um azulamento das cores, o que se traduz naquilo que é percebido como uma "luz fria" na iluminação crepuscular. Essa é a razão fundamental que leva aperceber o luar como azulado, quando na realidade a cor da luz reflectida pela Lua é na realidade amarelada.
Embora sujeito a variações de indivíduo para indivíduo, o olho humano funciona em plena visão escotópica com intensidades de luz inferiores a 0.034 cd/m² e pura visão fotópica acima de 3.4 cd/m². Este intervalo (0.034 a 3.4 cd/m²) corresponde, para o indivíduo médio, à visão mesópica.